# 霊感バスガイド事件簿
『霊感バスガイド事件簿』（れいかんバスガイドじけんぼ）は、2004年4月16日から6月18日まで毎週金曜日 23:15 - 翌0:10 に、テレビ朝日系の「金曜ナイトドラマ」枠で放送されたミステリーホラードラマ。赤川次郎の小説『怪異名所巡り』シリーズのドラマ化作品。
主演の菊川怜や、毎回登場する豪華多彩なゲスト（上戸彩、華原朋美など）が話題を呼び、深夜枠としては高視聴率を記録した。全編ロケーション撮影で制作。2004年9月15日にDVD-BOXも発売された。

## あらすじ
大手バス会社で働くバスガイドの町田藍（菊川怜）はある日リストラされてしまう。途方に暮れる藍だが、偶然バスガイド募集の広告を見つけ意を決して面接に赴く。そこは個性的な従業員数人とバス1台だけという倒産寸前の観光バス会社、有限会社すずめバスだった。運良く採用された藍だが、実は霊感が強い特異体質で霊が見え、霊と話すことも出来る。そこに目をつけた社長の筒見（北村総一朗）は起死回生策として、大手にはない独創的な企画で勝負しようと、霊感バスガイドと心霊スポットを巡る心霊ツアーを思いつく。霊感体質がコンプレックスな藍は乗り気ではなかったが、会社のためにやむなく引き受けることに。藍と運転士の君原志郎（海東健）は物好きなツアー客達を連れて「すずめバス」に乗り、毎回心霊ツアーに出かける。藍はそこで出会った、様々な事情をかかえた霊たちの声に耳を傾け、闇に葬られかけた事件の真相を解明してゆく。

## キャスト

### 有限会社すずめバス
- 町田藍（バスガイド） - 菊川怜
- 君原志郎（運転士） - 海東健
- 山名良子（企画宣伝担当） - 高橋ひとみ
- 常田エミ（経理担当） - 北川弘美
- 筒見哲弥（代表取締役社長） - 北村総一朗

### 東都大学心霊研究所
- 笹田のぼる（教授） - マギー
- 宮下紀子（助手） - 嘉門洋子

### その他
- 阿部朝子（ツアーの常連客） - 西端さおり（第7話 - ）

### ゲスト
第一話
- 春田のぞみ（ツアー客） - 華原朋美
- 沖田修（金融業者） - 沢村一樹
- 滝川功（会社員） - 原田龍二（友情出演）
- 春田純江（のぞみの母） - 三谷悦代
- 春田信一（のぞみの父） - 野添義弘

第二話
- 鈴木ルリ子（高校生） - 山田麻衣子
- 白浜諒（白浜の息子） - 河相我聞
- 結城知美（結城の娘） - 今村雅美
- 白浜作造（組合長） - 石井愃一
- 結城直道（会社社長） - 団時朗

第三話
- 青山美咲（高校生） - 上戸彩（友情出演）
- 野辺茂一 - 小木茂光
- 倉沢正志 - 神田利則
- ミスター・ペット - ラッキィ池田
- 上尾雅人 - 小林すすむ
- 中村亜梨沙 - 尾崎千瑛

第四話
- 山科光子 - 渡辺典子
- 須川仁 - 川野太郎
- 中林めぐみ - 須藤温子
- 安部圭介 - 庄司永建
- 山科咲 - 市川千恵子

第五話
- 仁科敦彦 - 大鶴義丹
- 上杉深雪 - 吉野公佳
- 早坂 - 神保悟志
- 三島弥生 - インリン・オブ・ジョイトイ
- ドクター栗原 - ダンディ坂野

第六話
- 篠崎由季 - 上原さくら
- 篠崎貴子 - 梨花
- 北島裕介 - 坂上忍
- 片桐勇作 - 隈部洋平
- 市村正義（神父） - 松澤一之

第七話
- 相原今日子 - 須藤理彩
- 島田ひろみ - 菊池麻衣子
- 江藤美紗子 - 銀粉蝶
- 江藤和生（アパレル会社社長） - 長谷川初範

第八話
- 山根久美子 - 吉本多香美
- 石川恵利子 - 矢部美穂
- 福井貞吉（火走村 村長） - 樋浦勉
- 田村武雄（助役） - 佐渡稔

第九話
- 河名充代 - 佐藤藍子
- 河名秀司 - 布川敏和
- 桐生信子 - 佐々木すみ江
- 帝都交通のスカウトマン - 田中要次

最終話
- 北沢進吾（映画監督） - 生瀬勝久
- 戸田由美 - 吉野紗香
- 北沢えり（脚本家・北沢の妻） - かとうかず子

## スタッフ
- 原作 - 赤川次郎「怪異名所巡り 神隠し三人娘」、「怪異名所巡り2 その女の名は魔女」（集英社）
- 脚本 - 大石哲也、小川智子、平林幸恵
- 音楽 - 仲西匡
- 演出 - 中島悟、位部将人、麻生学、田村直己
- 主題歌 - 安良城紅「Harmony」 (avex trax)
- 企画協力 - 古賀誠一（オスカープロモーション）
- チーフプロデューサー - 桑田潔（テレビ朝日）
- プロデューサー - 横地郁英（テレビ朝日）、井下倫子（アベクカンパニー）、和田豊彦（アベクカンパニー）
- 製作 - テレビ朝日、アベクカンパニー

## 放送日程
| 話数                                                      | 放送日        | サブタイトル           | 脚本     | 演出     | 視聴率 |
| --------------------------------------------------------- | ------------- | ---------------------- | -------- | -------- | ------ |
| 第一話                                                    | 2004年4月16日 | しのび泣く木           | 大石哲也 | 中島悟   | 09.5%  |
| 第二話                                                    | 2004年4月23日 | 心中無縁仏             | 大石哲也 | 中島悟   | 09.2%  |
| 第三話                                                    | 2004年4月30日 | 神隠し三人娘           | 大石哲也 | 麻生学   | 08.1%  |
| 第四話                                                    | 2004年5月07日 | 未練橋のたもとで       | 小川智子 | 位部将人 | 08.7%  |
| 第五話                                                    | 2004年5月14日 | 殺人ドクター栗原の呪い | 大石哲也 | 中島悟   | 08.3%  |
| 第六話                                                    | 2004年5月21日 | 呪われた花嫁           | 大石哲也 | 田村直己 | 08.4%  |
| 第七話                                                    | 2004年5月28日 | 夜泣くオフィス         | 小川智子 | 麻生学   | 09.8%  |
| 第八話                                                    | 2004年6月04日 | その女の名は魔女       | 平林幸恵 | 位部将人 | 09.4%  |
| 第九話                                                    | 2004年6月11日 | 1/24秒の悪魔           | 小川智子 | 麻生学   | 10.3%  |
| 最終話                                                    | 2004年6月18日 | さよなら霊感バスガイド | 大石哲也 | 中島悟   | 10.2%  |
| 平均視聴率 9.2%（視聴率は関東地区・ビデオリサーチ社調べ） |               |                        |          |          |        |

## DVD
- 2004年9月15日DVD-BOX（全5巻セット）発売
- 第5巻にはレギュラー陣出演の撮り下ろしドラマ「すずめバスの悪夢」と、隠しメニューとして各レギュラーのクランクアップ時の映像が収録されている。